# Organització autònoma descentralitzada
Organització autònoma descentralitzada (coneguda amb la sigla anglesa DAO, decentralized autonomous organization, o bé decentralized autonomous corporation, o DAC) és una organització l'activitat i el poder executiu de la qual són obtinguts i administrats a través de regles codificades, com ara programes informàtics anomenats contractes intel·ligents.
Tota transacció financera DAO, així com les regles dels programes informàtics, són conservades en una base de dades de tipus blockchain. L'estatus jurídic d'aquest tipus d'organització de negocis encara no està consolidat.
Una organització autònoma descentralitzada és definida com la capacitat d'una tecnologia blockchain de proveir un llibre mestre digital segur que conservi rastre de les interaccions financeres a internet i que sigui resistent a tot intent de falsificacions, gràcies al concepte de "timestamp" (marca temporal) de confiança i a la seva presència en una base de dades distribuïda o no centralitzada.